# Torneo Copa de Guatemala 1998
El Torneo Copa Aqua 1998 fue la edición del torneo de copa que se realizó en Guatemala. 
El campeón de esta edición fue el Municipal que enfrentó en la final al club Aurora.

## Primera ronda

### Grupo A
| Equipo     | Pts | PJ | PG | PEG* | PEP* | PP | GF | GC | Dif |
| ---------- | --- | -- | -- | ---- | ---- | -- | -- | -- | --- |
| Aurora     | 11  | 6  | 2  | 2    | 1    | 1  | 9  | 5  | +4  |
| Azucareros | 11  | 6  | 2  | 1    | 3    | 0  | 7  | 5  | +2  |
| Escuintla  | 8   | 6  | 1  | 2    | 1    | 2  | 5  | 6  | +1  |
| Cobán      | 6   | 6  | 1  | 1    | 1    | 3  | 4  | 9  | -5  |

- Los empates se definían en penales, al ganador se le otorgaban dos puntos y al perdedor se le otorgaba un punto (PEG: Partido Empatado Ganado; PEP: Partido Empatado Perdido)

### Grupo B
| Equipo         | Pts | PJ | PG | PEG* | PEP* | PP | GF | GC | Dif |
| -------------- | --- | -- | -- | ---- | ---- | -- | -- | -- | --- |
| Comunicaciones | 15  | 6  | 5  | 0    | 0    | 1  | 20 | 9  | +11 |
| Zacapa         | 10  | 6  | 3  | 0    | 1    | 2  | 11 | 8  | +3  |
| USAC           | 6   | 6  | 2  | 0    | 0    | 4  | 9  | 17 | -8  |
| Sacachispas    | 5   | 6  | 1  | 1    | 0    | 4  | 9  | 15 | -6  |

- Los empates se definían en penales, al ganador se le otorgaban dos puntos y al perdedor se le otorgaba un punto (PEG: Partido Empatado Ganado; PEP: Partido Empatado Perdido)

### Grupo C
| Equipo        | Pts | PJ | PG | PEG* | PEP* | PP | GF | GC | Dif |
| ------------- | --- | -- | -- | ---- | ---- | -- | -- | -- | --- |
| Municipal     | 12  | 6  | 2  | 2    | 2    | 0  | 9  | 4  | +5  |
| Suchitepéquez | 12  | 6  | 3  | 1    | 1    | 1  | 9  | 6  | +3  |
| Xelajú MC     | 8   | 6  | 0  | 4    | 0    | 2  | 5  | 9  | -4  |
| Carchá        | 4   | 6  | 0  | 0    | 4    | 2  | 7  | 9  | -2  |

- Los empates se definían en penales, al ganador se le otorgaban dos puntos y al perdedor se le otorgaba un punto (PEG: Partido Empatado Ganado; PEP: Partido Empatado Perdido)

## Fase final
|  | Semifinales    | Semifinales    | Semifinales | Semifinales | Semifinales |   |           | Final     | Final | Final | Final | Final |
|  |                |                |             |             |             |   |           |           |       |       |       |       |
|  | Municipal      | Municipal      |             |             | 0 (3)       |   |           |           |       |       |       |       |
|  | Comunicaciones | Comunicaciones |             |             | 0 (1)       |   |           |           |       |       |       |       |
|  |                |                |             |             |             |   | Municipal | Municipal |       |       | 3     |       |
|  |                | Aurora         | Aurora      |             |             | 0 |           |           |       |       |       |       |
|  | Aurora         | Aurora         |             |             | 0 (5)       |   |           |           |       |       |       |       |
|  | Suchitepéquez  | Suchitepéquez  |             |             | 0 (4)       |   |           |           |       |       |       |       |

## Final
| 1998 | Club Social y Deportivo Municipal | 3-0 | Aurora FC |  |  |